# 자위대의 계급
이 문서는 자위대의 계급(自衛隊の階級)을 설명하고 있다.

## 자위대 창설 이전의 계급
일본의 항복으로 제2차 세계 대전이 끝나고 시작된 연합군 점령하 일본은 1945년 일본군의 무장을 해체해야 했다. 이후 더글러스 맥아더가 이끄는 연합군 최고사령부(GHQ)는 일본의 철저한 민주화와 비군사화를 추진했다.
하지만 냉전이 심화되고 중국 대륙이 공산화되자 미국의 일본 점령 정책에 변화가 생겼고 한반도에서 발생한 6.25 전쟁은 일본의 안보에도 큰 영향을 미쳤다. 맥아더는 맥아더 서간이라 불리는 지령을 통해 일본 정부에 경찰예비대 창설을 지시했다. 하지만 군대를 보유할 수 없다는 「일본국 헌법」 제9조에 따라 경찰예비대는 군대가 될 수 없었고 따라서 신규 조직은 병사나 군인으로 이루어진 조직이 아닌 경찰관으로 구성된 무장 조직이라는 애매한 위치였다. 계급 역시 군대의 계급을 따를 수 없어 경찰이나 일본 제국 육군이 초기에 사용한 장교 계급 호칭을 사용해야 했다. 1952년 창설된 해상경비대도 마찬가지였다.
경찰예비대와 해상경비대는 보안대와 경비대를 거쳐 1954년 육상자위대와 해상자위대로 정착했다. 계급명은 군대 계급을 그대로 사용하지 않았지만 옛 일본군에서 사용하단 장관·좌관·위관·조의 명칭은 이때 부활했다.

### 경찰예비대와 보안대

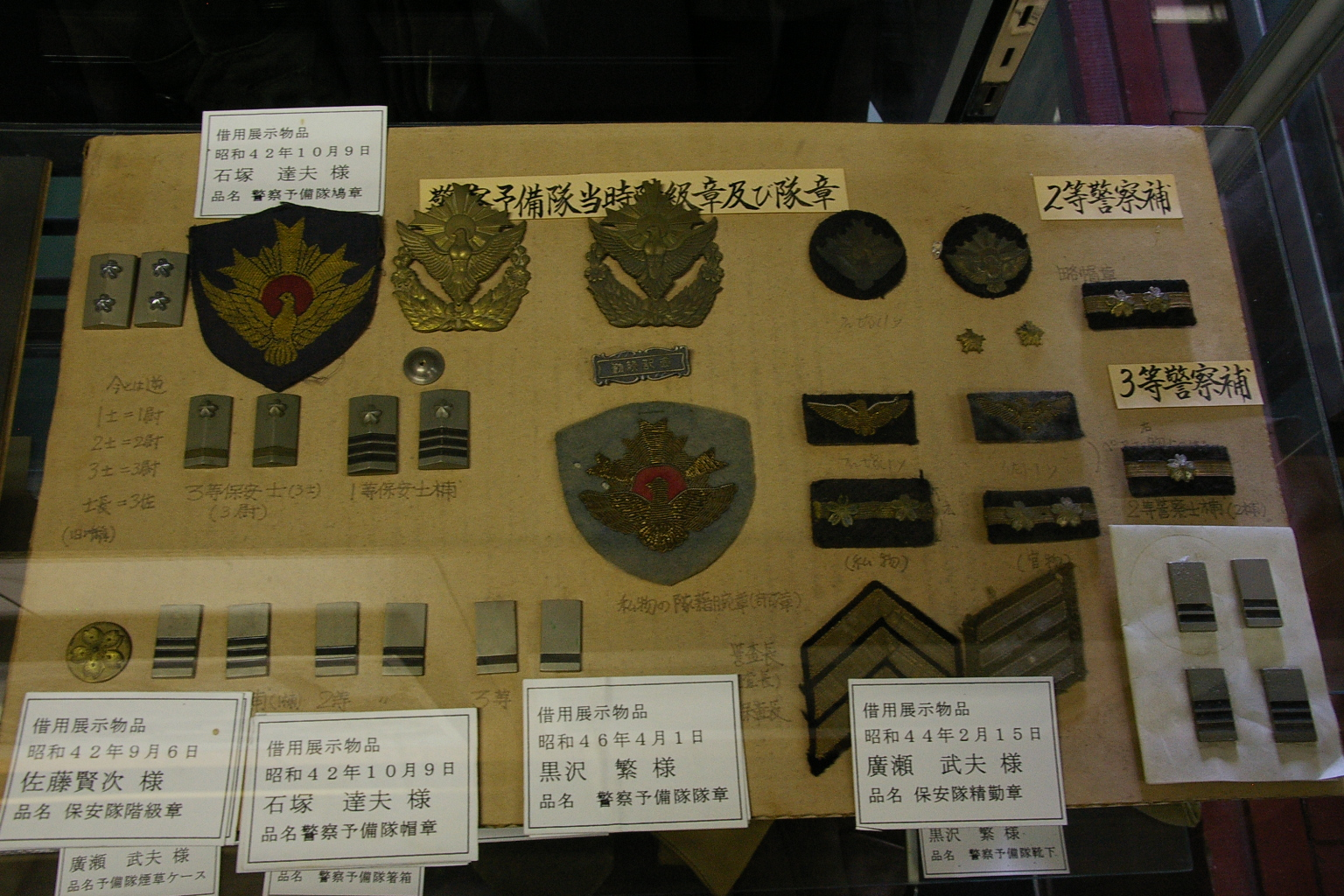
경찰예비대와 보안대의 계급장. 경찰예비대의 휘장은 경찰을 상징하는 욱일장에 평화의 상징인 비둘기가 새겨져 있다.

경찰예비대의 계급은 1950년 8월 공포·시행된 「경찰예비대령 시행령」 제3조의 규정을 따랐다.
육상자위대의 3등육좌에 상당하는 계급은 경찰사장이며 3등경찰사 계급은 없었다. 그 외에도 경찰감은 육장에 상당하는 계급이었고 육장과 육장보 사이에 해당하는 총대총감에 해당하는 경찰감이 있었다.
하지만 경찰예비대와 육상자위대의 계급은 완전히 일치하는 것은 아니며 육상자위대의 준육위·육조장·3등육사에 해당하는 계급은 경찰예비대에도 보안대에도 존재하지 않았다.
1952년 경찰예비대가 보안대로 개편되면서 새롭게 보안대의 계급이 만들어졌는데 정(正)·사(士)·보(補)·사(査) 등 전반적으로 경찰예비대의 계급을 물려받았다. 보안감은 제1막료장 등 보안청 장관이 규정한 직에 취임하는 보안감 (갑)과 그렇지 않은 보안감 (을)로 구분되었는데 보안감 (갑)은 경찰예비대의 총대총감에 해당하는 경찰감이었고 보안감 (을)은 총대총감 이외의 직에 취임하는 경찰감에 대응했다.
3등보안사 계급은 1953년 3월에 추가된 것이다.
| 분류   | 분류   | 계급명                     | 계급명                                                               | 계급명      | 상당 계급  |
| 분류   | 분류   | 경찰관                     | 경찰관                                                               | 보안관      | 육상자위관 |
| 분류   | 분류   | 한국어                     | 영어                                                                 | 보안관      | 육상자위관 |
| ------ | ------ | -------------------------- | -------------------------------------------------------------------- | ----------- | ---------- |
| 사관   | 장관   | 총대총감에 해당하는 경찰감 | Senior Superintendent (Serving as Superintendent General of the NPR) | 보안감 (갑) | 육장       |
| 사관   | 장관   | 경찰감                     | Senior Superintendent                                                | 보안감 (을) | 육장       |
| 사관   | 장관   | 경찰감보                   | Assistant Senior Superintendent                                      | 보안감보    | 육장보     |
| 사관   | 좌관   | 1등경찰정                  | Superintendent First Class                                           | 1등보안정   | 1등육좌    |
| 사관   | 좌관   | 2등경찰정                  | Superintendent Second Class                                          | 2등보안정   | 2등육좌    |
| 사관   | 좌관   | 경찰사장                   | Senior Inspector                                                     | 3등보안정   | 3등육좌    |
| 사관   | 위관   | 1등경찰사                  | Inspector First Class                                                | 1등보안사   | 1등육위    |
| 사관   | 위관   | 2등경찰사                  | Inspector Second Class                                               | 2등보안사   | 2등육위    |
| 사관   | 위관   | -                          | -                                                                    | 3등보안사   | 3등육위    |
| 하사관 | 하사관 | 1등경찰사보                | Assistant Inspector First Class                                      | 1등보안사보 | 1등육조    |
| 하사관 | 하사관 | 2등경찰사보                | Assistant Inspector Second Class                                     | 2등보안사보 | 2등육조    |
| 하사관 | 하사관 | 3등경찰사보                | Assistant Inspector Third Class                                      | 3등보안사보 | 3등육조    |
| 병졸   | 병졸   | 경사장                     | Senior Patrolman                                                     | 보사장      | 육조장     |
| 병졸   | 병졸   | 1등경사                    | Patrolman First Class                                                | 1등보사     | 1등육사    |
| 병졸   | 병졸   | 2등경사                    | Patrolman Second Class                                               | 2등보사     | 2등육사    |

### 해상경비대와 경비대
해상경비대의 계급은 「「해상보안청법」 일부를 개정하는 법률」에 근거하여 1952년 만들어졌다. 경찰예비대와 마찬가지로 옛 일본군과는 다른 계급명을 사용했으며 경찰예비대가 사용한 정(正)·사(士)·보(補)를 차용했다. 하지만 경찰예비대엔 없었던 3등해상경비사가 있었고 경찰사장에 대응하는 계급이 3등해상경비정이란 점이 달랐다. 경찰감과 달리 해상경비감은 갑과 을의 구분이 없었는데 이는 해상경비감의 정원이 3명이었지만 실제로는 해상경비대 총감만 해상경비감으로 보했고 해상경비대 부총감은 공석으로, 요코스카지방감 부장은 해상경비감보로 보했기 때문에 구분하지 않았던 것이다.
같은 해 「보안청법」에 따라 해상경비대가 경비대로 개편되면서 계급도 바뀌었다. 해상경비감은 갑과 을의 구분이 없었지만 경비감은 보안감처럼 구분이 생겼다. 하지만 1953년 10월까지 제2막료장에 해당하는 경비감이 아닌 경비감은 계속 공석으로 남아 있었다.
| 분류   | 분류   | 계급명          | 계급명                      | 상당 계급  |
| 분류   | 분류   | 해상경비관      | 경비관                      | 해상자위관 |
| ------ | ------ | --------------- | --------------------------- | ---------- |
| 사관   | 장관   | 해상경비감      | 제2막료장에 해당하는 경비감 | 해장       |
| 사관   | 장관   | 해상경비감      | 경비감                      | 해장       |
| 사관   | 장관   | 해상경비감보    | 경비감보                    | 해장보     |
| 사관   | 좌관   | 1등해상경비정   | 1등경비정                   | 1등해좌    |
| 사관   | 좌관   | 2등해상경비정   | 2등경비정                   | 2등해좌    |
| 사관   | 좌관   | 3등해상경비정   | 3등경비정                   | 3등해좌    |
| 사관   | 위관   | 1등해상경비사   | 1등경비사                   | 1등해위    |
| 사관   | 위관   | 2등해상경비사   | 2등경비사                   | 2등해위    |
| 사관   | 위관   | 3등해상경비사   | 3등경비사                   | 3등해위    |
| 하사관 | 하사관 | 1등해상경비사보 | 1등경비사보                 | 1등해조    |
| 하사관 | 하사관 | 2등해상경비사보 | 2등경비사보                 | 2등해조    |
| 하사관 | 하사관 | 3등해상경비사보 | 3등경비사보                 | 3등해조    |
| 병졸   | 병졸   | 해상경비원장    | 경사장                      | 해사장     |
| 병졸   | 병졸   | 1등해상경비원   | 1등경사                     | 1등해사    |
| 병졸   | 병졸   | 2등해상경비원   | 2등경사                     | 2등해사    |
| 병졸   | 병졸   | 3등해상경비원   | 3등경사                     | 3등해사    |

## 자위대
육상자위대·해상자위대·항공자위대의 자위관 계급은 「자위대법」에 따라 각각 육장·해장·공장을 최고위 계급으로 하며 16계급으로 이루어져 있다. 계급 호칭은 육해공 모두 동일하며 약칭도 장을 제외하면 모두 같지만 계급장은 구분된다. 3위 이상 자위관은 간부로 하며 장과 장보는 최고 간부, 1좌와 2좌는 상급 간부, 3좌와 1위는 중급 간부, 2위와 3위는 초급 간부다. 3위 아래에 준위가 있으며 그 밑에 하사관과 병에 해당하는 조와 사가 있다.
자위대가 창설될 당시에는 15계급이었지만 1970년 5월 25일에 준위가, 1980년 11월 29일에 조장이 창설됐다. 그러다가 2010년 10월 1일 2사 아래 있던 3사가 폐지되면서 지금의 16계급이 되었다. 2010년 7월에 자위관 후보생이 새롭게 창설됐지만 법률상 자위관에 속하지 않아 계급의 일종은 아니다.
승임하기 위해선 최소 재직 기간을 채워야 한다. 2사의 경우 6개월로 족하지만 1좌는 6년을 채워야 하는 등 계급별로 달리 설정되어 있다. 하지만 근무 평정이나 직무상 공로, 순직 등의 특별한 경우에는 최소 재직 기간이 단축될 수 있으며 근무 성적이 좋은 자가 퇴직할 때에는 특별 승임도 가능하다. 또한 계급별로 정년이 있어 계급 정년에 달할 때까지 승임하지 못하면 자동적으로 퇴직하게 된다.
예비자위관과 즉응예비자위관도 계급을 부여받으며 계급명은 자위대의 계급 앞에 예비 혹은 즉응예비를 붙인다. 훈련이 끝나면 계급이 주어지는데 예비자위관은 예비1좌 이하, 즉응예비자위관은 즉응예비2위 이하로만 한다.
계급을 기술할 때 「자위대법」은 1등, 2등, 3등을 한자로 표시하고 있다. 하지만 「방위성 문서의 형식에 관한 훈령」의 규정에 따라 방위성은 공문서에서 자위관을 계급을 아라비아 숫자로 표기하고 있다.

### 장관급 장교
자위대의 계급에서 장(将)과 장보(将補)를 장관급 장교로 칭한다. 통합막료장에 해당하는 장과 육상막료장·해상막료장·항공막료장에 해당하는 장은 법령상 일반 장과 구분이 없지만 사실상 별개의 계급으로 취급된다. 따라서 장보가 소장, 장이 중장이고 막료장에 해당하는 장은 대장에 상응하는 것으로 보며 계급장도 별이 네 개다. 막료장에 해당하는 장과 달리 통합막료장에 해당하는 장은 좌측 가슴에 휘장도 패용한다. 2024년에 창설 예정인 통합사령부의 사령관도 통합막료장에 해당하는 장과 같은 계급이 될 것으로 보이며 이와 함께 장이 취임하는 보직을 줄일 것을 방위성에서 추진하고 있다. 장은 중장, 장보는 소장에 대응하는 것으로 보지만 봉급표에는 장보 (1)와 장보 (2)의 구분이 있어 소장과 준장의 역할을 동시에 하는 것으로 보기도 한다.
1980년대까지는 장관급 장교의 비중이 매우 컸다. 이후 장의 보직 중 40개를 장보로, 장보의 보직 중 70개를 1좌로 격하하여 장관급 장교의 비중을 줄였다. 하지만 해상·항공자위대에 비해 육상자위대는 여전히 장관급 장교의 비중이 커서 비판을 받고 있다.
2000년대에는 자위대가 국외 파견을 나가게 되면서 다른 나라의 군대와 계급상의 균형을 맞출 필요가 생겨 준장에 해당하는 계급 창설을 논의하기 시작했다. 다만 자위대는 사단장 보직을 중장으로 취급하지만 대외적으로는 소장으로 취급하며 여단장 보직은 소장으로 취급하지만 대외적으로는 준장으로 취급하는 등 외국군과의 인사 균형에 대응한 조치는 이미 취해지고 있다.

### 좌관급·위관급 장교
좌관급 장교와 위관급 장교는 각각 3계급으로 되어 있다. 연령정년은 1좌가 57세, 2좌·3좌가 56세, 위관이 55세다. 봉급표에는 1좌가 1좌 (1), 1좌 (2), 1좌 (3)으로 구분되어 있다.

### 조·사
준위를 포함한 조는 4계급으로 되어 있고 사는 3계급으로 되어 있다. 간부후보생은 3위로 임관하기 전에 조장에 임명되며 자위관후보생은 교육을 마치면 2사로 임용된다. 조장·1조의 정년은 55세이며 2조·3조는 53세다. 사는 임기제 대원이기에 정년 규정이 없다.
조·사의 실무 능력을 활용하기 위해 최선임하사관 제도가 도입되었으며 이 외에도 하사관을 활용하고 인사 제도를 개선하기 위해 준위 계급을 폐지하고 상급 조장을 신설하는 문제가 검토되고 있다.

### 계급표
| 구분         | 구분         | 구분         | 육상자위대 Japan Ground Self-Defense Force | 해상자위대 Japan Maritime Self-Defense Force | 항공자위대 Japan Air Self-Defense Force |
| ------------ | ------------ | ------------ | --- | --- | --- |
| 간부         | 장관급 장교  | 장           | 막료장에 해당하는 육장 - 통합막료장에 해당하는 육장 General serving as Chief of Staff of Joint Staff Office - 육상막료장에 해당하는 육장 General serving as JGSDF Chief of Staff - General (GEN) 육장 - General - Lieutenant General (LTG) | 막료장에 해당하는 해장 - 통합막료장에 해당하는 해장 Admiral serving as Chief of staff of Joint Staff Office - 해상막료장에 해당하는 해장 Admiral serving as JMSDF Chief of Staff - Admiral (ADM) 해장 - Admiral - Vice Admiral (VADM) | 막료장에 해당하는 공장 - 통합막료장에 해당하는 공장 General serving as Chief of Staff of Joint Staff Office - 항공막료장에 해당하는 공장 General serving as JASDF Chief of Staff - General (Gen) 공장 - General - Lieutenant General (LtGen) |
| 간부         | 장관급 장교  | 장보         | 육장보 Major General (MG) | 해장보 Rear Admiral (RADM) | 공장보 Major General (MajGen) |
| 간부         | 좌관급 장교  | 1좌          | 1등육좌 Colonel (COL) | 1등해좌 Captain (CAPT) | 1등공좌 Colonel (Col) |
| 간부         | 좌관급 장교  | 2좌          | 2등육좌 Lieutenant Colonel (LTC) | 2등해좌 Commander (CDR) | 2등공좌 Lieutenant Colonel (LtCol) |
| 간부         | 좌관급 장교  | 3좌          | 3등육좌 Major (MAJ) | 3등해좌 Lieutenant Commander (LCDR) | 3등공좌 Major (Maj) |
| 간부         | 위관급 장교  | 1위          | 1등육위 Captain (CPT) | 1등해위 Lieutenant (LT) | 1등공위 Captain (Capt) |
| 간부         | 위관급 장교  | 2위          | 2등육위 First Lieutenant (1LT) | 2등해위 Lieutenant Junior Grade (LTJG) | 2등공위 First Lieutenant (1stLt) |
| 간부         | 위관급 장교  | 3위          | 3등육위 Second Lieutenant (2LT) | 3등해위 Ensign (ENS) | 3등공위 Second Lieutenant (2ndLt) |
| 준위         | 준위         | 준위         | 준육위 Warrant Officer (WO) | 준해위 Warrant Officer (WO) | 준공위 Warrant Officer (WO) |
| 조           | 조           | 조장         | 육조장 Sergeant Major (SGM) | 해조장 Chief Petty Officer (CPO) | 공조장 Senior Master Sergeant (SMSgt) |
| 조           | 조           | 1조          | 1등육조 Master Sergeant (MSG) | 1등해조 Petty Officer 1st Class (PO-1) | 1등공조 Master Sergeant (MSgt) |
| 조           | 조           | 2조          | 2등육조 Sergeant First Class (SFC) | 2등해조 Petty Officer 2nd Class (PO-2) | 2등공조 Technical Sergeant (TSgt) |
| 조           | 조           | 3조          | 3등육조 Sergeant (SGT) | 3등해조 Petty Officer 3rd Class (PO-3) | 3등공조 Staff Sergeant (SSgt) |
| 사           | 사           | 사장         | 육사장 Leading Private (LPT) | 해사장 Leading Seaman (LS) | 공사장 Senior Airman |
| 사           | 사           | 1사          | 1등육사 Private First Class (PFC) | 1등해사 Seaman (SN) | 1등공사 Airman 1nd Class (A1C) |
| 사           | 사           | 2사          | 2등육사 Private (PVT) | 2등해사 Seaman Apprentice (SA) | 2등공사 Airman 2rd Class (A2C) |
| 자위관후보생 | 자위관후보생 | 자위관후보생 | Self defence official cadet | Self defence official cadet | Self defence official cadet |

### 계급장
육상자위관
| 계급 분류 | 장관급 장교            | 장관급 장교 | 장관급 장교 | 좌관급 장교 | 좌관급 장교 | 좌관급 장교 | 위관급 장교 | 위관급 장교 | 위관급 장교 | 위관급 장교 |
| --------- | ---------------------- | ----------- | ----------- | ----------- | ----------- | ----------- | ----------- | ----------- | ----------- | ----------- |
| 계급      | 막료장에 해당하는 육장 | 육장        | 육장보      | 1등육좌     | 2등육좌     | 3등육좌     | 1등육위     | 2등육위     | 3등육위     | 준육위      |
| 정복      |                        |             |             |             |             |             |             |             |             |             |
| 근무복    |                        |             |             |             |             |             |             |             |             |             |
| 작업복    |                        |             |             |             |             |             |             |             |             |             |

| 계급 분류 | 조     | 조      | 조      | 조      | 사     | 사      | 사      | 사           |
| --------- | ------ | ------- | ------- | ------- | ------ | ------- | ------- | ------------ |
| 계급      | 육조장 | 1등육조 | 2등육조 | 3등육조 | 육사장 | 1등육사 | 2등육사 | 자위관후보생 |
| 정복      |        |         |         |         |        |         |         |              |
| 근무복    |        |         |         |         |        |         |         |              |
| 작업복    |        |         |         |         |        |         |         |              |

해상자위관
| 계급 분류       | 장관급 장교            | 장관급 장교 | 장관급 장교 | 좌관급 장교 | 좌관급 장교 | 좌관급 장교 | 위관급 장교 | 위관급 장교 | 위관급 장교 | 위관급 장교 |
| --------------- | ---------------------- | ----------- | ----------- | ----------- | ----------- | ----------- | ----------- | ----------- | ----------- | ----------- |
| 계급            | 막료장에 해당하는 해장 | 해장        | 해장보      | 1등해좌     | 2등해좌     | 3등해좌     | 1등해위     | 2등해위     | 3등해위     | 준해위      |
| 동정복용 (수장) |                        |             |             |             |             |             |             |             |             |             |
| 근무복          |                        |             |             |             |             |             |             |             |             |             |
| 하정복용 (견장) |                        |             |             |             |             |             |             |             |             |             |
| 작업복          |                        |             |             |             |             |             |             |             |             |             |

| 계급 분류 | 조     | 조      | 조      | 조      | 사     | 사      | 사      | 사           |
| --------- | ------ | ------- | ------- | ------- | ------ | ------- | ------- | ------------ |
| 계급      | 해조장 | 1등해조 | 2등해조 | 3등해조 | 해사장 | 1등해사 | 2등해사 | 자위관후보생 |
| 동정복용  |        |         |         |         |        |         |         |              |
| 근무복    |        |         |         |         |        |         |         |              |
| 하정복용  |        |         |         |         |        |         |         |              |
| 작업복    |        |         |         |         |        |         |         |              |

항공자위관
| 계급 분류 | 장관급 장교            | 장관급 장교 | 장관급 장교 | 좌관급 장교 | 좌관급 장교 | 좌관급 장교 | 위관급 장교 | 위관급 장교 | 위관급 장교 | 위관급 장교 |
| --------- | ---------------------- | ----------- | ----------- | ----------- | ----------- | ----------- | ----------- | ----------- | ----------- | ----------- |
| 계급      | 막료장에 해당하는 공장 | 공장        | 공장보      | 1등공좌     | 2등공좌     | 3등공좌     | 1등공위     | 2등공위     | 3등공위     | 준공위      |
| 정복      |                        |             |             |             |             |             |             |             |             |             |
| 근무복    |                        |             |             |             |             |             |             |             |             |             |
| 작업복    |                        |             |             |             |             |             |             |             |             |             |

| 계급 분류 | 조     | 조      | 조      | 조      | 사     | 사      | 사      | 사           |
| --------- | ------ | ------- | ------- | ------- | ------ | ------- | ------- | ------------ |
| 계급      | 공조장 | 1등공조 | 2등공조 | 3등공조 | 공사장 | 1등공사 | 2등공사 | 자위관후보생 |
| 정복      |        |         |         |         |        |         |         |              |
| 근무복    |        |         |         |         |        |         |         |              |
| 작업복    |        |         |         |         |        |         |         |              |

## 같이 보기
- 군사 계급
- 자위대
- 자위관